# 쿠루흐어
쿠루흐어(데바나가리 문자: कुड़ुख़, Kurukh /ˈkʊrʊx/)는 자르칸드주, 마디아프라데시주, 차티스가르주, 오디샤주, 비하르주, 서벵골주에 거주하는 약 200만 명에 달하는 오라온족, 키산족이 사용하는 언어로서 드라비다어족에 속한다. 쿠루흐어의 화자는 주로 남인도에 분포하고 있으며 방글라데시 북부에 약 65,000명, 네팔에 약 28,600명, 부탄에 약 5,000명의 화자가 있다.
쿠루흐어는 드라비다어족의 북드라비다어파에 속하는 언어로서 말토어 및 브라후이어와 가장 가깝다. 쿠루흐어는 데바나가리 문자로 표기하는데 산스크리트어, 힌디어, 마라티어, 네팔어 등을 표기하는 데에 사용되는 문자이기도 하다. 유네스코의 소멸위기언어 목록에서 쿠루흐어는 “취약(Vulnerable)” 등급으로 분류되며 이는 “어린이들이 대부분 그 언어로 말할 수 있지만 언어가 쓰이는 영역이 (가정 등으로) 제한됨”을 뜻한다.
1999년에는 의사였던 나라얀 오라온이 쿠루흐어를 표기하기 위한 톨롱 시키 문자를 발명했다. 많은 책과 잡지가 톨롱 시키 문자로 표기되었고 2007년에는 자르칸드주 정부로부터 공식 인정을 받았다. 인도의 쿠루흐어 문학회는 쿠루흐어의 톨롱 시키 문자를 전파하는 데에 중요한 역할을 했다.

## 음운론

### 모음
쿠루흐어에는 5개의 기본 모음이 있다. 기본 모음은 각각 그에 대응하는 장모음, 비모음, 비음화된 장모음 음소를 지닌다.
|        | 전설 |     | 후설 |
| ------ | ---- | --- | ---- |
| 고모음 | /i/  |     | /u/  |
| 중모음 | /e/  |     | /o/  |
| 저모음 |      | /a/ |      |

### 자음
다음은 자음을 나타낸 표이다.
|        |        | 양순음 | 양순음 | 치경음 | 치경음 | 권설음 | 권설음 | 경구개음 | 경구개음 | 연구개음 | 연구개음 | 성문음 |
| 기본   | 유기   | 기본   | 유기   | 기본   | 유기   | 기본   | 유기   | 기본     | 유기     |          |          | 성문음 |
| ------ | ------ | ------ | ------ | ------ | ------ | ------ | ------ | -------- | -------- | -------- | -------- | ------ |
| 파열음 | 무성   | p      | pʰ     | t      | tʰ     | ʈ      | ʈʰ     | c        | cʰ       | k        | kʰ       | ʔ      |
| 파열음 | 유성   | b      | bʱ     | d      | dʱ     | ɖ      | ɖʱ     | ɟ        | ɟʱ       | g        | gʱ       |        |
| 마찰음 | 마찰음 |        |        | s      |        |        |        | ʃ        |          | x        |          | h      |
| 비음   | 비음   | m      |        | n      |        | ɳ      |        | ɲ        |          | ŋ        |          |        |
| 접근음 | 접근음 |        |        | l      |        |        |        | j        |          | w        |          |        |
| 전동음 | 전동음 |        |        | r      |        |        |        |          |          |          |          |        |
| 탄음   | 탄음   |        |        |        |        | ɽ      | ɽʰ     |          |          |          |          |        |